# 1487
Il 1487 (MCDLXXXVII in numeri romani) è un anno  del XV secolo.

## Eventi
- 10 agosto - Battaglia di Calliano tra la Serenissima Repubblica di Venezia e il Tirolo con Trento.
- Bartolomeo Diaz raggiunge il punto più meridionale dell'Africa, chiamandolo Capo delle Tempeste.

## Nati

### Febbraio
- 2 febbraio - Martino Bernardini, mercante e nobile italiano († 1568)
- 2 febbraio - Giovanni I d'Ungheria, re ungherese († 1540)
- 8 febbraio - Ulrico di Württemberg, duca († 1550)

### Marzo
- 7 marzo - Galeazzo Flavio Capella, scrittore e politico italiano († 1537)

### Aprile
- 7 aprile - Bonaventura Castiglioni, presbitero e storico italiano († 1555)
- 10 aprile - Guglielmo I di Nassau-Dillenburg, nobile olandese († 1559)
- 23 aprile - Giorgio Macropedio, umanista e drammaturgo olandese († 1558)

### Giugno
- 29 giugno - Andrea Corsali, navigatore italiano

### Luglio
- 5 luglio - Johann Gramann, teologo tedesco († 1541)
- 11 luglio - Iolanda di Savoia, principessa († 1499)
- 17 luglio - Scià Isma'il I, sovrano persiano († 1524)

### Agosto
- 17 agosto - Francesco Riario-Sforza, vescovo cattolico italiano († 1546)
- 27 agosto - Anna del Brandeburgo, principessa († 1514)

### Settembre
- 10 settembre - Papa Giulio III, papa, vescovo cattolico e cardinale italiano († 1555)

### Ottobre
- 22 ottobre - Sigismondo Thun, nobile italiano († 1569)
- 26 ottobre - Alessandro Pio di Savoia, nobile italiano († 1517)
- 27 ottobre - Giovanni da Udine, pittore, decoratore e architetto italiano († 1561)

### Novembre
- 14 novembre - Giovanni IV von Pernstein, nobile ceco († 1548)

### Dicembre
- 24 dicembre - Stefan Schlick († 1526)

### Senza giorno specificato
- Pietro Alcionio, umanista e traduttore italiano
- Nicolas Bachelier, scultore, architetto e orafo francese († 1556)
- Antonio Brucioli, umanista italiano († 1566)
- Giovan Francesco Capoferri, intarsiatore italiano († 1534)
- Sergianni Caracciolo, II principe di Melfi, nobile e militare italiano († 1559)
- Leonardo Cattaneo Della Volta, doge († 1572)
- Nuno da Cunha, navigatore e poeta portoghese († 1539)
- Pietro Ettoreo, poeta e umanista croato († 1572)
- Gerald FitzGerald, IX conte di Kildare, militare irlandese († 1534)
- Margherita Gonzaga, nobildonna e religiosa italiana († 1537)
- Hōjō Ujitsuna, militare giapponese († 1541)
- Nikolaus Kratzer, matematico tedesco († 1550)
- Anna Lascaris, nobildonna italiana († 1554)
- Hugh Latimer, vescovo anglicano britannico († 1555)
- Nicola Maffei, ambasciatore italiano († 1536)
- Bartolomeo III Martinengo, nobile italiano († 1558)
- Pierfrancesco de' Medici il Giovane, banchiere italiano († 1525)
- Vincenzo Nigusanti, vescovo cattolico italiano († 1573)
- Bernardino Ochino, teologo italiano († 1564)
- Cristóbal de Olid,  spagnolo († 1524)
- Alberto Pasquale, vescovo cattolico e letterato italiano († 1543)
- Petru IV Rareș, principe († 1546)
- Bonifacio Veronese, pittore italiano († 1553)
- Giulio Raibolini, pittore italiano († 1540)
- Ginevra Rangoni, nobile e poetessa italiana († 1540)
- Pierre Rebuffi, giurista francese († 1557)
- Kurtoğlu Muslihiddin Reis, corsaro e ammiraglio ottomano († 1535)
- Michael Stifel, matematico tedesco († 1567)
- Margaret Wotton († 1541)
- Yokota Takatoshi, militare giapponese († 1550)
- Carlo di Lannoy, militare olandese († 1527)
- Giovanni di Lorenzo, pittore italiano († 1562)
- Caterina di Meclemburgo-Schwerin, nobile tedesca († 1561)
- Luciano I di Monaco,  monegasco († 1523)

## Morti
- 11 gennaio - Bernardo Scammacca, religioso italiano (n. 1430)
- 30 gennaio - Ishak Pascià, generale albanese
- 21 marzo - Nicola di Flüe, magistrato, politico e santo svizzero (n. 1417)
- 12 aprile - Rodolfo di Hochberg, nobile svizzero (n. 1427)
- 11 maggio - Francesco Coppola, armatore italiano (n. 1420)
- 17 maggio - Diomede I Carafa, politico italiano
- 27 maggio - Tilokaraj, sovrano (n. 1409)
- 30 maggio - Michele di Vieri, poeta italiano (n. 1469)
- 16 giugno - John de la Pole, I conte di Lincoln, conte (n. 1462)
- 16 giugno - Martin Schwartz, condottiero tedesco
- 25 giugno - Giacomo Oddi, scrittore italiano
- 26 giugno - Giovanni Argiropulo, umanista, scrittore e traduttore bizantino
- 8 luglio - Paolo Antonio Trotti, nobile e diplomatico italiano
- 15 luglio - Branda Castiglioni, vescovo cattolico italiano (n. 1415)
- 16 luglio - Carlotta di Cipro, principessa (n. 1444)
- 10 agosto - Gianfrancesco Mauruzzi, condottiero italiano
- 10 agosto - Roberto Sanseverino d'Aragona, nobile e condottiero italiano (n. 1418)
- 23 agosto - Maria di Clèves, duchessa (n. 1426)
- 9 settembre - Chenghua, imperatore cinese (n. 1447)
- 14 settembre - Mara Branković, principessa serba (n. 1420)
- 19 settembre - Antonia Dal Verme, nobile italiana
- 21 ottobre - Gian Luigi di Savoia, vescovo cattolico (n. 1447)
- 22 ottobre - Antonio Bettini, religioso, scrittore e diplomatico italiano (n. 1396)
- Baccio Baldini, incisore italiano (n. 1436)
- Gilbert Banester, compositore inglese (n. 1445)
- Panfilo Castaldi, medico italiano
- Luigi di Challant, nobile italiano (n. 1454)
- Silvestro Daziari, vescovo cattolico e umanista italiano
- Cacha Duchicela, sovrano
- Pier Luigi Farnese Seniore, condottiero italiano (n. 1435)
- William FitzAlan, XVI conte di Arundel, nobile inglese (n. 1417)
- Giorgio Gonzaga, nobile italiano (n. 1410)
- John Hothby, compositore e teorico della musica inglese
- Guido Papa, giurista francese (n. 1402)
- Antonello Petrucci, nobile
- Pagno di Lapo Portigiani, scultore italiano (n. 1408)
- Johannes de Stokem, compositore fiammingo
- Tlacaelel, nobile azteco (n. 1397)
- Jacopo Vagnucci, vescovo cattolico italiano (n. 1416)

## Calendario
| Calendario 1487 | Calendario 1487 | Calendario 1487 | Calendario 1487 | Calendario 1487 | Calendario 1487 | Calendario 1487 | Calendario 1487 | Calendario 1487 | Calendario 1487 | Calendario 1487 | Calendario 1487 | Calendario 1487 | Calendario 1487 | Calendario 1487 | Calendario 1487 | Calendario 1487 | Calendario 1487 | Calendario 1487 | Calendario 1487 | Calendario 1487 | Calendario 1487 | Calendario 1487 | Calendario 1487 | Calendario 1487 | Calendario 1487 | Calendario 1487 | Calendario 1487 | Calendario 1487 | Calendario 1487 | Calendario 1487 | Calendario 1487 | Calendario 1487 |
| --------------- | --------------- | --------------- | --------------- | --------------- | --------------- | --------------- | --------------- | --------------- | --------------- | --------------- | --------------- | --------------- | --------------- | --------------- | --------------- | --------------- | --------------- | --------------- | --------------- | --------------- | --------------- | --------------- | --------------- | --------------- | --------------- | --------------- | --------------- | --------------- | --------------- | --------------- | --------------- | --------------- |
|                 | 1               | 2               | 3               | 4               | 5               | 6               | 7               | 8               | 9               | 10              | 11              | 12              | 13              | 14              | 15              | 16              | 17              | 18              | 19              | 20              | 21              | 22              | 23              | 24              | 25              | 26              | 27              | 28              | 29              | 30              | 31              |                 |
| Gennaio         | Lu              | Ma              | Me              | Gi              | Ve              | Sa              | Do              | Lu              | Ma              | Me              | Gi              | Ve              | Sa              | Do              | Lu              | Ma              | Me              | Gi              | Ve              | Sa              | Do              | Lu              | Ma              | Me              | Gi              | Ve              | Sa              | Do              | Lu              | Ma              | Me              |                 |
| Febbraio        | Gi              | Ve              | Sa              | Do              | Lu              | Ma              | Me              | Gi              | Ve              | Sa              | Do              | Lu              | Ma              | Me              | Gi              | Ve              | Sa              | Do              | Lu              | Ma              | Me              | Gi              | Ve              | Sa              | Do              | Lu              | Ma              | Me              |                 |                 |                 |                 |
| Marzo           | Gi              | Ve              | Sa              | Do              | Lu              | Ma              | Me              | Gi              | Ve              | Sa              | Do              | Lu              | Ma              | Me              | Gi              | Ve              | Sa              | Do              | Lu              | Ma              | Me              | Gi              | Ve              | Sa              | Do              | Lu              | Ma              | Me              | Gi              | Ve              | Sa              |                 |
| Aprile          | Do              | Lu              | Ma              | Me              | Gi              | Ve              | Sa              | Do              | Lu              | Ma              | Me              | Gi              | Ve              | Sa              | Do              | Lu              | Ma              | Me              | Gi              | Ve              | Sa              | Do              | Lu              | Ma              | Me              | Gi              | Ve              | Sa              | Do              | Lu              |                 |                 |
| Maggio          | Ma              | Me              | Gi              | Ve              | Sa              | Do              | Lu              | Ma              | Me              | Gi              | Ve              | Sa              | Do              | Lu              | Ma              | Me              | Gi              | Ve              | Sa              | Do              | Lu              | Ma              | Me              | Gi              | Ve              | Sa              | Do              | Lu              | Ma              | Me              | Gi              |                 |
| Giugno          | Ve              | Sa              | Do              | Lu              | Ma              | Me              | Gi              | Ve              | Sa              | Do              | Lu              | Ma              | Me              | Gi              | Ve              | Sa              | Do              | Lu              | Ma              | Me              | Gi              | Ve              | Sa              | Do              | Lu              | Ma              | Me              | Gi              | Ve              | Sa              |                 |                 |
| Luglio          | Do              | Lu              | Ma              | Me              | Gi              | Ve              | Sa              | Do              | Lu              | Ma              | Me              | Gi              | Ve              | Sa              | Do              | Lu              | Ma              | Me              | Gi              | Ve              | Sa              | Do              | Lu              | Ma              | Me              | Gi              | Ve              | Sa              | Do              | Lu              | Ma              |                 |
| Agosto          | Me              | Gi              | Ve              | Sa              | Do              | Lu              | Ma              | Me              | Gi              | Ve              | Sa              | Do              | Lu              | Ma              | Me              | Gi              | Ve              | Sa              | Do              | Lu              | Ma              | Me              | Gi              | Ve              | Sa              | Do              | Lu              | Ma              | Me              | Gi              | Ve              |                 |
| Settembre       | Sa              | Do              | Lu              | Ma              | Me              | Gi              | Ve              | Sa              | Do              | Lu              | Ma              | Me              | Gi              | Ve              | Sa              | Do              | Lu              | Ma              | Me              | Gi              | Ve              | Sa              | Do              | Lu              | Ma              | Me              | Gi              | Ve              | Sa              | Do              |                 |                 |
| Ottobre         | Lu              | Ma              | Me              | Gi              | Ve              | Sa              | Do              | Lu              | Ma              | Me              | Gi              | Ve              | Sa              | Do              | Lu              | Ma              | Me              | Gi              | Ve              | Sa              | Do              | Lu              | Ma              | Me              | Gi              | Ve              | Sa              | Do              | Lu              | Ma              | Me              |                 |
| Novembre        | Gi              | Ve              | Sa              | Do              | Lu              | Ma              | Me              | Gi              | Ve              | Sa              | Do              | Lu              | Ma              | Me              | Gi              | Ve              | Sa              | Do              | Lu              | Ma              | Me              | Gi              | Ve              | Sa              | Do              | Lu              | Ma              | Me              | Gi              | Ve              |                 |                 |
| Dicembre        | Sa              | Do              | Lu              | Ma              | Me              | Gi              | Ve              | Sa              | Do              | Lu              | Ma              | Me              | Gi              | Ve              | Sa              | Do              | Lu              | Ma              | Me              | Gi              | Ve              | Sa              | Do              | Lu              | Ma              | Me              | Gi              | Ve              | Sa              | Do              | Lu              |                 |